# Паромная переправа Нижний Новгород — Бор
«Нижний Новгород — Бор» — автомобильная паромная переправа, связывающая Нижний Новгород и его город-спутник Бор, расположенные на разных берегах Волги. Дублирует Борский мост и Второй Борский мост, которые находятся выше по течению.
Переправу обслуживает Волжская судоходная компания «Флагман». Ранее перевозки осуществлялись с помощью трёх паромов, однако с 2018 года решили оставить только один, мотивируя это снижением спроса.
Длина переправы около 2 километров. Работает с мая-июня до конца навигации.

## Нижегородский причал
Находится около Нижне-Волжской набережной, 56°19′52″ с. ш. 44°01′24″ в. д..

## Борский причал
Расположен на улице Перевоз, 56°20′32″ с. ш. 44°02′40″ в. д..

## Режим работы
Ежедневно с 7.00 до 22.00 с интервалом 20-30 минут.